# L'Appel de la forêt
Pour les articles homonymes, voir Call of the Wild.
L'Appel de la forêt (titre original : The Call of the Wild), également intitulé L'Appel du Grand Nord, L'Appel sauvage ou L'Appel du monde sauvage dans certaines traductions, est un roman de l'écrivain américain Jack London, publié aux États-Unis en 1903. 
En France, le roman paraît pour la première fois sous forme de volume en 1906.
Le roman relate comment un chien domestique, vendu à la suite d'un concours de circonstances comme chien de traîneau à l'époque de la ruée vers l'or, revient à ses instincts naturels une fois confronté aux pièges et à la rudesse du territoire du Yukon.

## Résumé

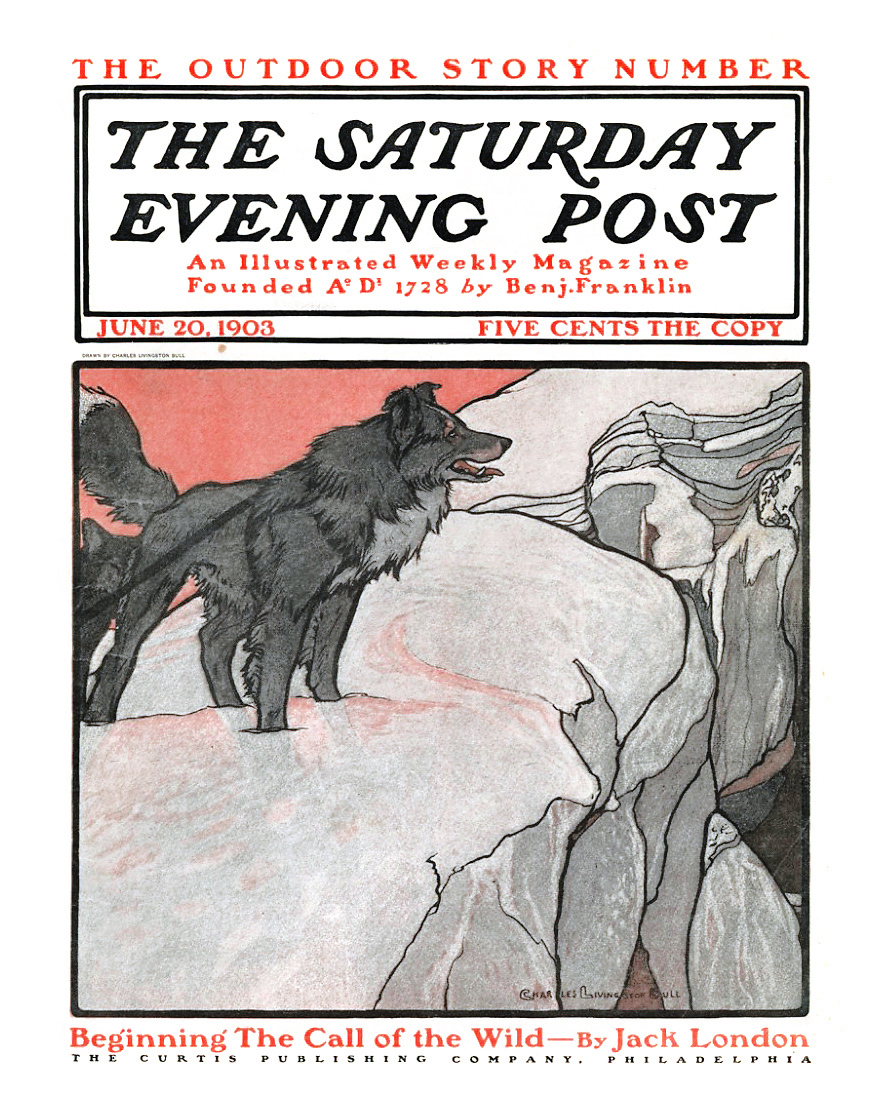
L'Appel de la forêt est d'abord paru sous forme de feuilleton dans The Saturday Evening Post le 20 juin 1903. Couverture illustrée par Charles Livingstone Bull.

Buck, un saint-bernard croisé berger écossais, appartient au juge Miller, en Californie. Il est un jour enlevé à son maître par l'aide-jardinier du juge, Manoël, qui, parce qu’il a des dettes de jeux, le vend à un trafiquant de chiens de traîneau. Il fait un premier apprentissage de la brutalité à cette occasion car il est presque mis à mort par « l'homme au gourdin » qui lui apprend la docilité et l'obéissance à coups de gourdin. 
Il est ensuite racheté par Perrault, un coursier express du gouvernement canadien qui l'emmène dans le Grand Nord pour délivrer le courrier du gouvernement.  
Durant cette période, Buck est confronté à la brutalité de sa nouvelle vie et doit trouver la force de survivre et s’adapter au froid de l’Alaska et du Yukon. Devant s’imposer aux autres chiens de la meute, il apprend à voler de la viande ainsi qu’à se battre pour survivre. Il apprend aussi à creuser un trou dans le sol pour s'abriter du froid la nuit. Enfin, au bout d'un certain temps, Il fait aussi ses armes lors d'un combat contre Spitz, son rival dans l'attelage, qu'il parvient à tuer grâce à sa ruse supérieure. Il devient alors chef d'attelage et réussit à pousser tout l'attelage à donner de son mieux dans cette tâche. Il découvre ainsi l'amour de la piste et tire une grande fierté de son rôle de chef d'attelage. 
Surexploité par le gouvernement canadien, c'est dans un état de fatigue extrême qu'il est vendu à Hal, Charles et Mercedes, une famille d'amateurs qui part faire fortune dans le Grand Nord. Ce groupe de novices avance très lentement, avec un trop grand nombre de chiens et pas assez de nourriture. Les chiens sont donc sous-nourris et fatigués car ils n'ont pas eu de repos et doivent tirer Mercedes qui est assise sur le traîneau. Ils arrivent quasiment à la fin de l'hiver à la rivière White-River. Ils y rencontrent John Thornton qui les met en garde de ne pas essayer de traverser car la glace est trop fragile, mais Hal, Charles et Mercedes ne veulent pas l'écouter et décident de repartir. Les chiens exténués et amaigris se lèvent un par un sauf Buck qui refuse de se lever même sous les coups de fouets et de batons de Hal. Il est sauvé par John Thornton qui frappe Hal et sauve Buck de la mort car quelques instants après la glace fragile se brise et le traineau, les chiens et leurs propriétaires sont emportés par le courant.  
Extrêmement mal en point en raison du manque de nourriture et des mauvais traitements infligés par ses maîtres, Buck se remet en compagnie de John Thornton qui est lui aussi en convalescence. C'est un maître respectable qui inspire amour et respect à Buck. Il est si attaché à son nouveau maître qu'il saute dans un ravin sur son ordre (il est sauvé in extremis par Thornton), et le défend dans une bagarre de bar. Sa robuste constitution de croisé saint-bernard et collie écossais permet à son maître de gagner un pari de 1 000 $ qui consistait à démarrer un traîneau de 1 000 kg avec des patins gelés et à le traîner sur 100 m. Grâce à cet argent, Buck, son maître et ses deux acolytes partent en expédition dans une mine mystérieuse dont personne n'est revenu vivant mais qui contiendrait une quantité phénoménale d'or. 
Arrivés à la mine, John Thornton et ses amis se mettent au travail et trouvent rapidement d'énormes quantité d'or. Buck de son côté, s'aventure dans la forêt et reprend de plus en plus sa nature sauvage. Il se nourrit grâce à la chasse et rencontre un loup avec lequel il joue quelque temps. Mais l'amour de son maître le ramène toujours au camp après des disparitions plus ou moins longues.
Un jour cependant, après une absence plus longue que les autres, Buck revient au camp et découvre le massacre de tous les chiens et des hommes qui y étaient. Il découvre aussi les Yeehats, une tribu amérindienne qui effectue une danse de guerre autour du cadavre de son maître. Buck, pris d'une folie meurtrière, tue les assassins les uns après les autres, jusqu'à ce que les derniers d'entre eux s'enfuient. 
Libéré de toute emprise humaine, au milieu de la grande forêt nord-canadienne, Buck devient totalement sauvage et intègre une meute de loups dont il devient le chef. C'est ainsi qu'il transmet ses gènes aux louveteaux qui naissent après son arrivée et qui possèdent certaines de ses caractéristiques physiques. Buck, devenu un loup qui ne craint plus les hommes, est considéré comme un démon par les Yeehats, qu'il vient chasser jusque dans leurs campements et qui s'attaque aux chasseurs.
Les images de mort, de cruauté, et les allusions darwiniennes à la « lutte pour la vie » sont omniprésentes tout au long du récit. London décrit la jungle du Wild comme un monde dominé par la peur (« The salient thing of this other world seemed fear »).

## Historique du roman
Jack London s'embarque en 1897 pour participer à la ruée vers l'or du Klondike. Atteint du scorbut, il est rapatrié et commence alors à écrire en s'inspirant de son expérience dans le Grand Nord canadien. Il obtient une reconnaissance avec Le Fils du loup. Mais le véritable succès arrive avec L'Appel de la forêt en 1903.
Jack London tente de répéter son succès de librairie en 1906 avec Croc-Blanc, roman de facture et de thème similaires, bien que cette fois il s'agisse à l'inverse d'un loup domestiqué par un homme de San Francisco.

## Éditions

### Éditions en anglais
- The Call of the Wild, dans le Saturday Evening Post, cinq épisodes du 20 juin au 18 juillet 1903.
- The Call of the Wild, un volume chez Macmillan Publishers, juillet 1903.

### Traductions en français
- L'Appel de la forêt, traduit par la comtesse de Galard, en feuilleton dans Le Temps du 3 au 16 décembre 1905 lire en ligne sur Gallica, en volume en 1906 chez Félix Juven, contenu dans L'Appel de la forêt et autres contes, en feuilleton dans le Journal des voyages, n° 500 au 510, du 1er juillet au 9 septembre 1906, illustrations de Tudor banus
- L'Appel du Grand Nord, traduit par Paule Perez, La Renaissance, 1968.
- L'Appel sauvage, traduit par Jean Muray, Hachette, coll. « Bibliothèque verte », 1974.
- L'Appel de la forêt, traduit par Jean-Pierre Martinet, préface de Francis Lacassin, Signe de Piste/La Coupole, 1991  (ISBN 2-87654-061-4)
- L'Appel de la forêt, traduit par Pierre Coustillas,  Librairie Générale Française, coll. « Livre de poche – Classiques de poche », no 6247, 2000  (ISBN 2-253-03986-1)
- L'Appel de la forêt, traduit par Noémie Dubresson, Morsang-sur-Orge, Lire c’est Partir, 2000,  (ISBN 2-914471-11-4)
- L'Appel sauvage, traduit par Frédéric Klein, préface par Michel Le Bris, Phébus, coll. « Libretto », no 137, 2003  (ISBN 2-85940-904-1)
- L'Appel du monde sauvage, traduit par Marc Amfreville et Antoine Cazé[3], in Jack London, Romans, récits et nouvelles, tome I, édition publiée sous la direction de Philippe Jaworski, Paris, Gallimard, coll. « Bibliothèque de la Pléiade » no 615, 2016  (ISBN 978-2-07-014647-5)

## Adaptations

### Au cinéma
- 1908 : L'Appel de la forêt (The Call of the Wild), film américain réalisé par D. W. Griffith
- 1935 : L'Appel de la forêt (The Call of the Wild), film américain réalisé par William A. Wellman
- 1972 : L'Appel de la forêt (Call of the Wild), film franco-germano-britannique réalisé par Ken Annakin
- 1981 : L'Appel de la forêt (荒野の叫び声 吠えろバック), film d'animation japonais réalisé par Kōzō Morishita
- 2020 : L'Appel de la forêt (The Call of the Wild), film américain réalisé par Chris Sanders

### À la télévision
- 1976 : L'Appel de la forêt (Call of the Wild), téléfilm américain réalisé par Jerry Jameson
- 1981 : L'Appel de la forêt, dessin animé japonais réalisé par Kōzō Morishita
- 1993 : L'Appel de la forêt (Call of the Wild), téléfilm italo-américain réalisé par Michael Toshiyuki Uno
- 1997 : The Call of the Wild: Dog of the Yukon, téléfilm canadien réalisé par Peter Svatek
- 2000 : Call of the Wild, série télévisée

### En bande dessinée
- Peter Costanza, Stan Campbell, R. Evans, N. Nodel, Anna Sewell, etc., Classiques Illustrés, no 22, mars 1958
- Spirou Album+, no 4, décembre 1982, p. 54-81
- Raconté par Leigh Sauerwein, illustré par André Juillard, Je Bouquine, no 2, avril 1984, p. 90-105
- Adapté par J.-L. Bocquet, illustré par Marc-Olivier Nadel, Je Bouquine, no 285, novembre 2007, p. 84-93
- Adapté par Fred Simon, éditions Delcourt, 2010